# هوغو سفينسون
هوغو سفينسون هو منافس ألعاب قوى سويدي، ولد في 6 يناير 1891، وتوفي في 23 أبريل 1960.

## وصلات خارجية
- هوغو سفينسون على موقع أوليمبيديا (الإنجليزية)
- هوغو سفينسون على موقع اللجنة الأولمبية السويدية (السويدية)